# Combade
La Combade est une rivière française, coulant dans les départements de la Corrèze et de la Haute-Vienne, dans la région Nouvelle-Aquitaine, et un affluent gauche de la Vienne, donc un sous-affluent de la Loire.

## Géographie
De 40,8 kilomètres de longueur, elle prend sa source sur le territoire de la commune corrézienne de Lacelle, près du lieu-dit le Mas Vallier, à 699 m d'altitude. Puis elle traverse l'Étang de Cros.
Elle arrose brièvement la commune de L'Église-aux-Bois avant de revenir sur la commune de Lacelle. Sous le nom de ruisseau de Cros, le cours d'eau arrose la commune de Chamberet avant de passer en Haute-Vienne, longeant la commune de Domps puis celle de Saint-Gilles-les-Forêts, avant de servir de limite entre les communes de Sussac et Sainte-Anne-Saint-Priest, puis de séparer Châteauneuf-la-Forêt de Neuvic-Entier. Elle finit par arroser Roziers-Saint-Georges et Masléon.
Elle a un trajet approximatif sud-est vers nord-ouest et conflue dans la Vienne à Saint-Denis-des-Murs au pont du Rateau, à la pointe nord-ouest de la commune de Masléon, à 277 m d'altitude.

## Communes et cantons traversés
Dans les deux départements de la Corrèze et de la Haute-Vienne, la Combade traverse douze communes et quatre cantons :
- dans le sens amont vers aval : Lacelle (source), Chamberet, L'Église-aux-Bois, Domps, Sainte-Anne-Saint-Priest, Saint-Gilles-les-Forêts, Sussac, Neuvic-Entier, Châteauneuf-la-Forêt, Roziers-Saint-Georges, Masléon, Saint-Denis-des-Murs (confluence).

Soit en termes de cantons, la Combade prend source dans le canton de Treignac, traverse les canton d'Eymoutiers, canton de Châteauneuf-la-Forêt et conflue dans le canton de Saint-Léonard-de-Noblat, le tout dans les deux arrondissement de Tulle, arrondissement de Limoges.

## Affluents

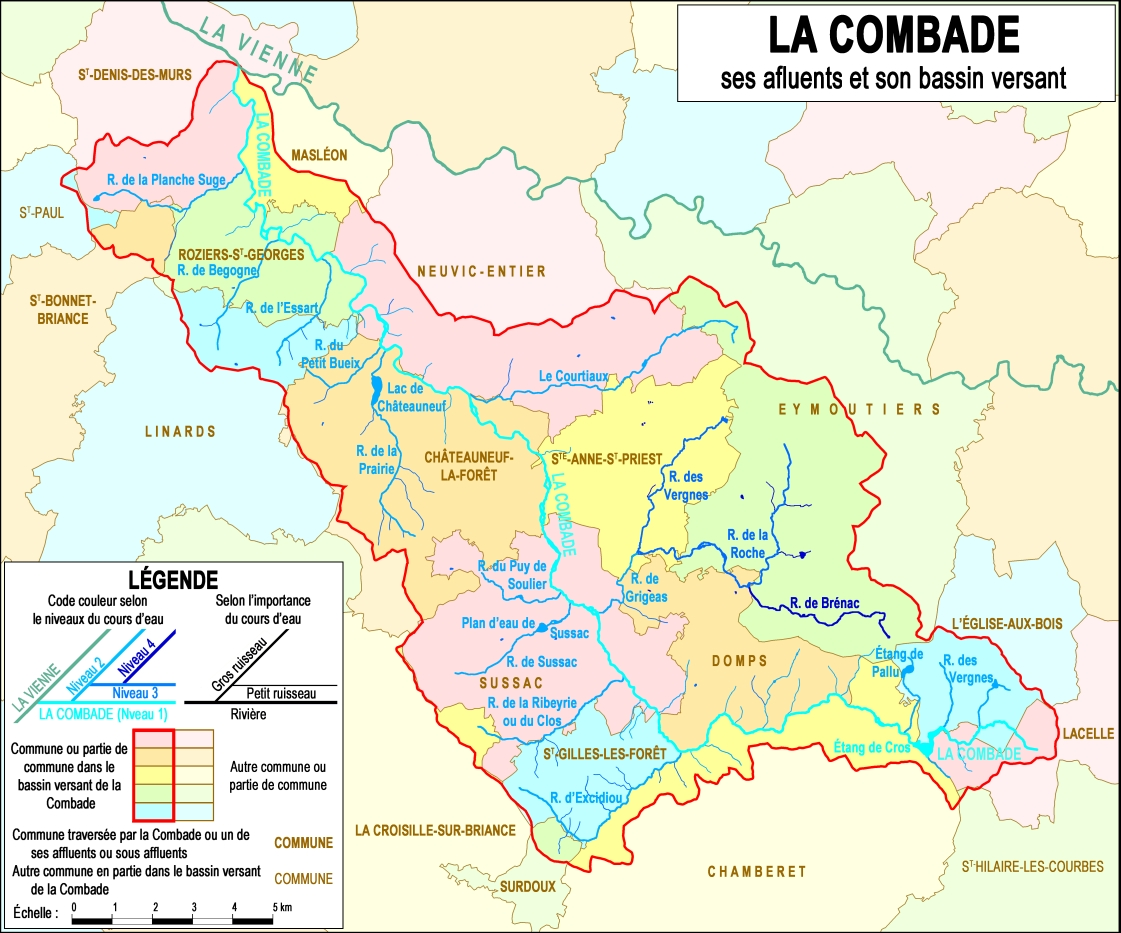
La Combade.

La Combade a dix-huit tronçons affluents référencés ou plutôt quatorze affluents et quatre bras. Voici la liste des principaux cours d'eau du bassin versant de la Combade [RD = affluents de la rive droite et RG = affluent de la rive gauche] :
- N... (RD) - 1,6 km  sur la seule commune de L'Église-aux-Bois.
- Ruisseau des Vergnes (premier du nom - RD) - 1,7 km sur la seule commune de L'Église-aux-Bois.
- N... (RG), - 1,1 km sur les deux communes de Lacelle et Chamberet. Ces eaux alimentent l'étang de Cros. La Combade prend, sur une certaine distance, le nom de ruisseau de Cros avant de reprendre son nom.
- N... (RD) - 2,2 km sur les deux communes de L'Église-aux-Bois et Chamberet. Ces eaux alimentes l'étang de Pallu.
- N... (RD) - 2,4 km sur la seule commune de Domps.
- Ruisseau d'Excidiou (RG) - 6,1 km sur les deux communes de Saint-Gilles-les-Forêts (où il prend sa source au pied du mont Gargan) et de Chamberet. Il sert, en grande partie, de limite entre ces deux communes et entre les départements de la Haute-Vienne et de la Corrèze. En amont de son point de confluence avec la Combade, cette rivière marque elle aussi, en remontant son cours, la limite entre ces 2 départements et les communes de Domps et toujours de Chamberet.
- Ruisseau de la Ribeyrie ou du Clos (RG) - 4,5 km sur les trois communes de La Croisille-sur-Briance, Sussac et Saint-Gilles-les-Forêts.
- Ruisseau de Grigeas (RD) - 2,4 km  sur les trois communes de Sussac, Domps et Sainte-Anne-Saint-Priest. Ce ruisseau né de l'union des eaux de deux autres ruisseaux aux débits proches :
  - Ruisseau des Vergnes (second du nom - à l'Ouest) - 5 km sur la seule commune de Sainte-Anne-Saint-Priest. Il donne son nom, en partie, à l'ancienne commune de Saint-Priest-les-Vergnes, unies avec celle de Sainte-Anne dans Sainte-Anne-Saint-Priest.
  - Ruisseau de la Roche (à l'est) - 8,8 km sur les trois communes de Sainte-Anne-Saint-Priest, Eymoutiers et Domps. Ce ruisseau dispose d'un affluent important :
    - Ruisseau de Brénac (RD) - 4,9 km sur les deux communes de Eymoutiers et Domps.
- Ruisseau de Sussac (RG) - 4,2 km sur la seule commune de Sussac. Ses eaux alimentes un plan d'eau, dit de Sussac, qui est le pôle touristique principale de la commune.
- Ruisseau du Puy de Soulier (RG) - 2,7 km sur la seule commune de Sussac.
- Ruisseau de Courtiaux ou Le Courtiaux (RD) - 8,6 km sur les 4 communes de Châteauneuf-la-Forêt, Neuvic-Entier, Sainte-Anne-Saint-Priest et Eymoutiers.

- Ruisseau de la Prairie (RG) - 5,7 km sur la seule commune de Châteauneuf-la-Forêt. Ses eaux alimentes un lac de retenue, datant des années 1970, à l'Ouest de la ville de Châteauneuf-la-Forêt.

- Ruisseau du Petit Bueix (RG) - 2,4 km sur les trois communes de Linards, Châteauneuf-la-Forêt, Neuvic-Entier.
- Ruisseau  de l'Essart (RG) - 3,2 km sur les deux communes de Linards et Roziers-Saint-Georges.
- Ruisseau de Begogne (RG) - 3,6 km sur les deux communes de Linards et Roziers-Saint-Georges.
- Ruisseau de la Planche Suge (RG) - 4,6 km sur les trois communes de Saint-Bonnet-Briance, Saint-Denis-des-Murs et Roziers-Saint-Georges. Il marque en partie la limite de ces 2 dernières communes.

Le rang de Strahler est donc de quatre.

## Hydrologie
Le débit moyen annuel de la Combade à Masléon, est de 3,59 m3/s pour un bassin versant de 188 km2 soit 99 % de son bassin versant, et à 290 m d'altitude.
Le débit moyen annuel de la Combade à Roziers-Saint-Georges, localité située non loin de son confluent, est de 3,50 m3/s pour une surface de 173 km2, soit plus de 90 % de la totalité de son bassin versant, et à 305 m d'altitude.
La rivière présente les fluctuations saisonnières de débit typiques de la région, avec des crues hivernales de décembre à avril inclus, et des basses eaux de fin d'été-début d'automne, de juillet à octobre.
En période d'étiage, le VCN3 peut chuter jusque moins de 0,5 m3/s.
Les crues se produisent sans être relativement très importantes, du moins en comparaison avec la moyenne des cours d'eau du département. Les QIX 2 et QIX 5 valent respectivement 19 et 25 m3/s. Le QIX 10 est de 29 m3/s.

## Organisme gestionnaire
L'organisme gestionnaire est l'EPTB Vienne.

## Aménagements
Sur son cours, on trouve les lieux-dits : le Moulin des Feuilles, le Moulin du Roc, le Moulin des Buges, les ruines du Moulin de Rebeyrolles, le Pont-Martin, le moulin des Cheneaux, le Moulin de Chamont, le Moulin de Barre, le Moulin de Beauvais.

## Écologie
La zone de confluence avec la Vienne est une ZNIEFF de type I, de seconde génération depuis 1980, pour les deux communes de Masléon et Saint-Denis-des-Murs, pour 115 hectares de superficie, n° 740007683 - Vallée de la Vienne à la confluence de la Combade.